# Nykøbing Falster Idrætspark
Nykøbing Falster Idrætspark eller Lollands Bank Park (sponsornavn), er et stadion i Nykøbing Falster og er hjemmebane for Nykøbing FC. Tilskuerrekorden er 10.689 personer til trods for, at der kun er pladser til 10.000.